# 一千零一夜战斗群
一千零一夜战斗群（德語：1001 Nacht）是第二次世界大战期间德军於1945年3月27日在奧得河前线发起最后一次攻势时组建的战斗群，这次对布莱恩-根施马尔发起的进攻最终以失败告终。